# Верхний Щельбей
Верхний Щельбей — село в Зиминском районе Иркутской области России. Входит в состав Зулумайского муниципального образования.

## География
Находится примерно в 48 км к юго-западу от районного центра.

## История
Основан в 1916 году. Согласно переписи населения СССР 1926 года посёлок Усть-Шилбей в составе Новоникольского сельсовета Зиминского района, 53 двора, 235 жителей (122 мужчины и 113 женщин).
На 1966 год посёлок Верхний Щельбей в составе Зулумайского сельсовета.
На топографической карте Генштаба СССР 1984 года обозначен как Верхний Усть-Шильбей. На карте 1985 года —  как Верхний Щельбей

## Население
| 2002 | 2010 | 2011 | 2012 |
| ---- | ---- | ---- | ---- |
| 35   | ↘23  | →23  | →23  |

По данным Всероссийской переписи, в 2010 году в селе (с учëтом населëнного пункта Нижний Щельбей) проживали 23 человека (12 мужчин и 11 женщин).